# Беляков, Иван Яковлевич
Ива́н Я́ковлевич Беляко́в (1922—1981) — лётчик, штурман эскадрильи 594-го штурмового авиационного полка 332-й штурмовой авиационной дивизии 4-й воздушной армии 2-го Белорусского фронта, старший лейтенант.

## Биография
Родился 21 апреля 1922 года в с. Предтечево, ныне Измалковского района Липецкой области, в семье крестьянина. Русский.
С 1928 года жил в городе Дружковке Донецкой области.
В 1940 году окончил десять классов школы и Дружковский филиал Константиновского аэроклуба.
С 1941 — служба в Красной Армии.
В 1943 — окончил Ворошиловградскую военную авиационную школу лётчиков, затем курсы командиров звеньев.
С 1944 — в действующей армии с июня месяца. Воевал в составе 1-го Прибалтийского фронта штурманом эскадрильи 594-го штурмового авиационного полка (332-й штурмовой авиационной дивизии 4-й воздушной армии, 2-й Белорусский фронт). Член ВКП(б)/КПСС с 1944 года.
С 1953 — в отставке в звании капитана ВВС, проживал в г. Славянск Донецкой области.
Работал на Дружковском машиностроительном и метизном заводах контролером ОТК, начальником смены, диспетчером.
Жил в городе Славянск Донецкой области. Умер 22 апреля 1981 года.

## Награды
- Указом Президиума Верховного Совета СССР от 18 августа 1945 года за образцовое выполнение боевых заданий командования на фронте борьбы с немецко-фашистскими захватчиками и проявленные при этом мужество и героизм, старшему лейтенанту Ивану Яковлевичу Белякову присвоено звание Героя Советского Союза с вручением ордена Ленина и медали «Золотая Звезда» (№ 8230).
- Награждён орденом Ленина, тремя орденами Красного Знамени, двумя орденами Отечественной войны 1 степени, орденом Славы 3 степени, а также медалями.

Командир 594-го штурмового авиаполка подполковник Карпов, представляя его к наградам, писал:

«Мужественный, бесстрашный летчик-штурмовик, подлинный патриот Родины. В неоднократных воздушных боях с противником показал зрелое мастерство и высокую тактическую подготовку. Один из лучших разведчиков полка, он отлично владеет техникой пилотирования. Летает в самых сложных метеорологических условиях. Совершил 116 боевых вылетов, из них 28 на разведку с бомбометанием и штурмовкой».